# Institut supérieur pédagogique de Kisangani
 (août 2020).
Si vous disposez d'ouvrages ou d'articles de référence ou si vous connaissez des sites web de qualité traitant du thème abordé ici, merci de compléter l'article en donnant les références utiles à sa vérifiabilité et en les liant à la section « Notes et références ».
L’Institut supérieur pédagogique de Kisangani (ISP KIS) est un établissement d'enseignement supérieur fondé en 1993 et situé dans la ville de Kisangani chef-lieu de la province de la Tshopo.

## Histoire
L'Institut supérieur pédagogique de Kisangani est l’une des institutions de l’État créées dans le cadre de la politique d’essaimage des établissements d’enseignement supérieur et universitaire à travers les provinces de la République Démocratique du Congo.
Par l’arrête ministériel n°ESU/CABMIN/0076/93 du 22 juin 1993 portant complément de l’arrêté ministériel n°ESU/CABMIN0041/93 relatif à la création des extensions des établissements de l’enseignement supérieur et universitaire, l’Institut supérieur pédagogique de Kisangani s’est implanté à Kisangani, ensuite au site de l’Institut supérieur pédagogique de Kisangani situé sur la route TP/Kabondo où avaient effectivement démarré ses activités académiques en date du 18 janvier 1994.

## Mission
L'institut vise à former les cadres spécialisés dans les domaines de l’enseignement, d’une part et d’informatique de gestion, d’autre part. Il a également pour mission d'organiser la recherche sur l’adaptation des techniques d’enseignement et d’informatique de gestion aux exigences du développement du pays.

## Conditions d'admission
Pour le premier cycle de graduat, le candidat doit[réf. souhaitée] :
- Être titulaire d’un diplôme d’État ou du titre jugé équivalent par le Ministère de l’Enseignement primaire, secondaire et professionnel ;
- Se classer en ordre utile au concours d’admission.

Pour le second cycle de licence, le candidat doit :
- Être titulaire d’un diplôme entériné de graduat ou du titre jugé équivalent dans la filière d’études sollicitée ;
- Se classer en ordre utile au concours d’admission.

## Enseignement et recherche
L’ISP Kisangani organise les enseignements en double vacation jour et soir en deux cycles (graduat et licence) en pédagogie appliquée, option informatique de gestion ; sciences commerciales et administratives, et les autres filières (anglais et culture africaine ACA, histoire et science sociale, géographie et gestion de l’environnement) sont organisées la journée.
L'Institut dispose d’un centre d’animation dénommé Centre d’animation pédagogique (CAP) qui se charge d’organiser les activités d’animations pédagogiques durant toute l’année académique et d’un revue bi annuel « Mwalimu Wetu »; d’un laboratoire informatique doté en ordinateurs acquis sur fonds propres ou par des dons, pour la pratique et les applications des cours d’informatique et d’autres cours du domaine dont la conception et atelier de génie logiciel. Une équipe des maintenanciers bien outillés assistent et accompagnent les utilisateurs du laboratoire informatique[réf. nécessaire].
Une bibliothèque contenant des ouvrages spécialisés, des encyclopédies, des revues, des dictionnaires ainsi que des monographies et mémoires, offre la possibilité de documentation aux chercheurs et aux étudiants de l’ISP-KIS et d’autres établissements. La connexion via le VSAT, à l’Internet par câble et en Wi-Fi leur donne accès à la documentation numérique sur le web.

## Coopération
Sur le plan local, l’Institut supérieur pédagogique de Kisangani, à travers la Conférence des chefs d’établissements de l’enseignement supérieur et universitaire de la Province de la Tshopo, exprime sa vision de promotion et de développement de l’enseignement supérieur et universitaire ; il participe activement au programme d’actions défini par la conférence ; entretient un partenariat promotionnel avec les établissements de l’ESU se traduisant par l’échange des enseignants et d’expérience dans la gouvernance académique. Il s'agit de l'Université de Kisangani et de l'Institut supérieur de commerce de Kisangani
Sur le plan national, l’Institut supérieur pédagogique de Kisangani garde des contacts fructueux avec l’Institut supérieur pédagogique de la Gombe ISP GOMBE, l’université de Kinshasa et entend les renforcer voire l’élargir à d’autres établissements organisant des filières d’études proches de celles qu’il organise.

## EDAP ISP-Kisangani
L’ISP-Kisangani organise à son sein une école d'application (EDAP) pour permettre aux étudiants qu'il forme de s’enquérir des réalités du monde professionnel (Enseignement) et de mettre en pratique toutes les théories apprises dans leurs différentes filières. L'EDAP ISP-Kisangani a une direction et compte 14 salles de classe, tous en matériaux durables[réf. nécessaire] et organise 3 filières dont :
- La section scientifique (Option: Biologie Chimie);
- La section pédagogique (Option: Pédagogie Générale);
- La section Commerciale (Option: Commerciale et Administrative).

## Infrastructure
L’ISP-Kisangani dispose de 2 Sites avec 7 bâtiments, tous en matériaux durables[réf. nécessaire].

## Personnalités liées
- Professeur Jacques-riverain Lofemba Boningoli est le directeur de l'institution depuis le 16 Septembre 2023[1].

## Les professeurs de l'ISP-Kisangani
L'ISP-Kisangani compte présentement 4 professeurs; à l'occurrence:
- Lisendja
- Lukombe Mukonkole Jacques
- Bolembe Senghi Jacques
- Esole Kesole Kaya Djapami Damas[2]